# B'z LIVE-GYM Pleasure 2018 -HINOTORI-
『B'z LIVE-GYM Pleasure 2018 -HINOTORI-』（ビーズ・ライブジム・プレジャー・ツーサウザンドエイティーン・ヒノトリ）は、日本の音楽ユニット・B'zの映像作品。DVDとBlu-ray Discで発売。
この項では、楽曲「HINOTORI」についても記述する。

## 概要
B'zデビュー30周年を記念して2018年7月7日から9月22日までに開催された5年ぶりのPleasureツアー『B'z LIVE-GYM Pleasure 2018 -HINOTORI-』より、9月22日の味の素スタジアム千秋楽公演の模様を完全収録。また日替わり曲6曲とツアードキュメンタリーが収録された「TOUR DOCUMENTARY -Road to 20180921-」と、初CD化となるツアータイトル曲「HINOTORI」も収録している。
千秋楽公演は2018年11月24日にWOWOWで放送されたが、本作では新たな編集で収録されている。B'zのライブがテレビ番組として放送されるのはこれが初であった。
日替わりで演奏された「ZERO」は、本作には未収録となっている。
付属のブックレットには「HINOTORI」の歌詞が掲載されているが、それ以外の楽曲の歌詞は掲載されていない。 
オリコン映像ランキング（総合・2019年03月25日付）では、初動売り上げでDVDは4.5万枚、Blu-rayは7.1万枚と前作『B'z LIVE-GYM 2017-2018 “LIVE DINOSAUR”』を上回る売り上げを記録し、共に首位獲得を果たした。

## 演奏

### メンバー
- 松本孝弘：ギター、プロデュース
- 稲葉浩志：ボーカル

### サポートメンバー
- 増田隆宣：キーボード
- シェーン・ガラース：ドラム
- バリー・スパークス：ベース
- 大賀好修：ギター

## 収録内容

### DVD・Blu-ray

#### TOUR FINAL at AJINOMOTO STADIUM
1. ultra soul
  - 「HINOTORI」のイントロで30年間のライブを振り返る内容のオープニングムービーの後に演奏された。
  - 2025年1月からB'zの公式YouTubeチャンネルで公開されている[7][8]。
2. BLOWIN'
  - 前曲からブレイクなしで演奏。
3. ミエナイチカラ ～INVISIBLE ONE～
  - 『B'z LIVE-GYM 2012 -Into Free- EXTRA』以来、約6年ぶりの演奏。Pleasureツアーでの演奏は『B'z LIVE-GYM Pleasure 2000 "juice"』以来、約18年ぶり。
  - 恒例のMC「B'zのLIVE-GYMにようこそ！」に引き続いて演奏。紙コップの裏に書かれている演出は『B'z LIVE-GYM'99 "Brotherhood"』の再現だが、今回は稲葉が持っている紙コップには書かれておらず、松本が持っている紙コップに書かれていた[注 4]。
  - 松本のギターは、過去行方不明になりデビュー30周年記念大型エキシビション『B'z 30th Year Exhibition "SCENES" 1988-2018』で展示する為に情報提供を求め発見された、ERNIE BALL MUSIC MAN EVH Model PINK #86255[9]を使用している[10]。
4. 裸足の女神
  - スクリーンに同曲の過去のライブ映像とシンクロした映像が流れる。本曲で松本が使用しているギター（Gibson Les Paul）は、ピックアップこそ交換されたものの過去の映像と全く同じギターである。エンディングではシェーンのドラムソロから次曲につながる。
5. Wonderful Opportunity
  - 『B'z LIVE-GYM 2008 "ACTION"』以来、約10年ぶりの演奏。Pleasureツアーでの演奏は『B'z LIVE-GYM The Final Pleasure "IT'S SHOWTIME!!"』以来、約15年ぶり。
  - サビの振り付けの箇所で「稲葉自身の過去のダンスの映像」とシンクロしてモニターに映されるという演出は、『B'z LIVE-GYM The Final Pleasure "IT'S SHOWTIME!!"』の再現。
6. 光芒
  - 『B'z LIVE-GYM 2008 "ACTION"』以来、約10年ぶりの演奏。Pleasureツアーでは初演奏。
7. 月光
  - 『B'z LIVE-GYM Pleasure 2013 -ENDLESS SUMMER-』以来、約5年ぶりの演奏。
8. 恋心(KOI-GOKORO)
  - 『B'z LIVE-GYM Pleasure 2013 -ENDLESS SUMMER-』以来、約5年ぶりの演奏。
  - 最初に稲葉による振り付けのレクチャーからスタートし、『B'z LIVE-GYM Pleasure'97 "FIREBALL"』と同様のバボットが登場した。
9. OH! GIRL
  - 『B'z LIVE-GYM Pleasure 2013 -ENDLESS SUMMER-』以来、約5年ぶりの演奏。
10. イチブトゼンブ
  - イントロのSEが音源のものよりも長くなっている。
  - 『B'z LIVE-GYM 2017-2018 “LIVE DINOSAUR”』と同じアレンジで演奏している。
11. ねがい
  - 増田のキーボードソロからの演奏。
  - 『B'z LIVE-GYM Pleasure 2013 -ENDLESS SUMMER-』同様、アルバムバージョンとシングルバージョンをミックスしたアレンジで演奏されている。
12. ALONE
  - 『B'z LIVE-GYM Pleasure 2013 -ENDLESS SUMMER-』以来、約5年ぶりの演奏。
  - メンバー紹介の後、松本と増田による「When You Wish upon a Star」[注 5]の演奏からスタート。
  - 『B'z LIVE-GYM Pleasure '95 "BUZZ!!"』以来、稲葉がピアノを演奏しており、ピアノを弾きながらステージ下からせり上がっての登場、及び松本がピアノの上に乗ってギターを演奏する演出は、同ツアーの再現となっている。
  - DVDではここでDisc1が終了。
13. LOVE PHANTOM
  - 『B'z LIVE-GYM Pleasure 2013 -ENDLESS SUMMER-』以来、約5年ぶりの演奏。
  - 演奏中の稲葉の衣装替えや高所からのダイブ、松本のギターからレーザー光線が発射されるなどの演出は、『B'z LIVE-GYM Pleasure'95 "BUZZ!!"』及び『B'z LIVE-GYM The Final Pleasure "IT'S SHOWTIME!!"』の再現。
14. HINOTORI
  - 新曲。本ツアーが初演奏。本来は独立した曲だが本ツアーでは「LOVE PHANTOM」の曲中に挟む形で演奏している。
  - イントロでステージセットの「FIREBIRD」が稼働し、翼を大きく広げる。
15. Real Thing Shakes
  - 『B'z NETWORK LIVE in Japan』以来、約12年ぶりの演奏。Pleasureツアーでの演奏は『B'z LIVE-GYM The Final Pleasure "IT'S SHOWTIME!!"』以来、約15年ぶり。
  - 演奏が始まる前に『B'z LIVE-GYM '96 "Spirit LOOSE"』の「OPENING MOVIE」が上映され、映像の途中から楽曲の演奏が始まるという流れは、同ツアーのオープニング演出の再現となっている[注 6]。1番のみの演奏で、そのまま次曲「juice」に繋がる。
16. juice
  - 『B'z LIVE-GYM Pleasure 2000 "juice"』でも登場したjuice缶[注 7]の巨大バルーンが客席に落ちてくる。
  - 前曲から続けての演奏のため、イントロの冒頭部分がカットされている。
  - 間奏のコール&レスポンスの一部において「NATIVE DANCE」と「太陽のKomachi Angel」[注 8]のフレーズが引用されている。
17. BAD COMMUNICATION
  - 『B'z LIVE-GYM Pleasure 2013 -ENDLESS SUMMER-』以来、約5年ぶりの演奏。
18. Pleasure 2018 〜人生の快楽〜　
  - 本編ラストナンバー。
  - 稲葉による「Pleasure」についてのMCから演奏。
  - イントロと同時に花火が打ち上げられた。
  - 歌詞の内容が一部変更されている。
19. Brotherhood
  - ここからアンコール。『B'z LIVE-GYM 2011 -C'mon-』以来、約7年ぶりの演奏。Pleasureツアーでの演奏は『B'z LIVE-GYM Pleasure 2008 -GLORY DAYS-』以来、約10年ぶり。
  - アリーナ席後方に設置されたサブステージに2人が移動して演奏された。曲の終盤でメインステージに戻りながら、稲葉がこの曲に込めた歌詞の思いを語る。
20. ギリギリchop
  - 稲葉が吊り下げられた紐を引くと幕が下り、ステージ後方と左右の花道にエキストラが登場するという演出は、『B'z LIVE-GYM 2002 "GREEN 〜GO★FIGHT★WIN〜"』の再現。この演出エキストラは、事前にB'zのファンクラブ「B'z Party」会員限定で募集していた[11]。
  - また、B'zメンバー側へのサプライズで、客席最前列で待機していたスタッフが感謝の意を込めた横断幕をB'z側に向けて広げる。
21. RUN
  - 『B'z LIVE-GYM Pleasure 2013 -ENDLESS SUMMER-』以来、約5年ぶりに演奏。
  - イントロと同時に銀テープが飛ばされた。

エンドロールでは、客出し曲「いつかまたここで」をBGMに、過去のライブ映像やサポートメンバー、ツアー各会場のドキュメント風映像が流れる。

#### TOUR DOCUMENTARY -Road to 20180921-
ドキュメンタリー映像の合間に、千秋楽公演以外の日の演奏映像を6曲収録している。
ドキュメンタリーでは、2017年から2018年にかけて開催されたツアー『B'z LIVE-GYM 2017-2018 “LIVE DINOSAUR”』の千秋楽で30周年のPleasureツアー開催を発表した瞬間の映像や、楽曲「HINOTORI」及び後に発表された21stアルバム『NEW LOVE』収録の「兵、走る」と「WOLF」の制作の様子、沖縄で行われたライブの合宿や『B'z SHOWCASE 2018 -The Wall Of Rock-』の模様、各公演での様子が記録されている。また、9月1日の福岡公演では、稲葉の喉の不調によりライブを中断し、その後再開して最後までやり通した様子が収録されている。
1. love me, I love you (NISSAN STADIUM 20180805)
  - 8月5日の日産スタジアム公演の模様を収録。
  - Pleasureツアーでの演奏は『B'z LIVE-GYM Pleasure 2000 "juice"』以来、約18年ぶり。
  - 「Wonderful Opportunity」と日替わりで演奏された。
  - 松本の背後のギターアンプの上にデビルマンの人形が置かれているが、この人形は松本の私物であり、『B'z LIVE-GYM 2003 "BIG MACHINE"』の再現。また、イントロで稲葉がマイクスタンドを担ぎながら舞台端に移動するという演出は、『B'z LIVE-GYM Pleasure '95 "BUZZ!!"』及び『B'z LIVE-GYM The Final Pleasure "IT'S SHOWTIME!!"』の再現。
2. もう一度キスしたかった (EHIMEKEN BUDOUKAN 20180811)
  - 8月11日の愛媛県武道館公演の模様を収録。
  - 『B'z LIVE-GYM Pleasure 2013 -ENDLESS SUMMER-』以来、約5年ぶりの演奏。
  - 「月光」と日替わりで披露された。
  - ラストに松本が「恋はみずいろ」のワンフレーズを披露。
3. Calling (EHIMEKEN BUDOUKAN 20180811)
  - 8月11日の愛媛県武道館公演の模様を収録。
  - Pleasureツアーでの演奏は『B'z LIVE-GYM Pleasure'97 "FIREBALL"』以来、約21年ぶり。
  - 「OCEAN」と日替わりで、アリーナ公演でのみ演奏された。
4. OCEAN (EHIMEKEN BUDOUKAN 20180812)
  - 8月12日の愛媛県武道館公演の模様を収録。
  - 『B'z LIVE-GYM Pleasure 2013 -ENDLESS SUMMER-』以来、約5年ぶりの演奏。
  - 「Calling」と日替わりで、アリーナ公演のみ披露された。
5. TIME (AJINOMOTO STADIUM 20180921)
  - 9月21日の味の素スタジアム公演の模様を収録。
  - 「裸足の女神」と日替わりで演奏され、同様にスクリーンには同曲の過去のライブ映像が映し出される。
6. 愛のバクダン (AJINOMOTO STADIUM 20180921)
  - 9月21日の味の素スタジアム公演の模様を収録。
  - 「ギリギリchop」と日替わりで演奏され、同様にステージ後方と左右の花道にエキストラが登場。

### CD
1. HINOTORI (4:16)
  - ツアータイトル曲。本作が初音源化となる。
  - 1995年リリースの18thシングル「LOVE PHANTOM」の続編として制作された[12]。楽曲の存在自体はツアー前から示唆されており、デビュー30周年記念大型エキシビション『B'z 30th Year Exhibition "SCENES" 1988-2018』の後期にて譜面と歌詞の一部が展示されていた[13]。